# Miharu Arisawa
Miharu Arisawa 有沢みはる(はーちん) (Tóquio, 12 de setembro de 1989) é uma cantora japonesa. É mais conhecida no Japão por ter sido integrante da segunda formação do BeForU de 2004 a 2007. Foi Selecionada no BeForU NEXT em 2004 e se integrou à banda de Jpop para gravar a música Kiseki; Tem uma música solo: I Am....
Abandonou o grupo em 27 de Dezembro de 2007 devido a condições físicas deterioráveis. Desde então, abriu mão de uma carreira solo, já que seu estado grave a impede de se recuperar.